# Suaeda articulata
Suaeda articulata Aellen è una pianta appartenente alla famiglia delle Amarantacee, diffusa nell'Africa australe.

## Biologia
È una specie alofila, cioè è dotata di adattamenti morfologici e fisiologici che ne permettono l'insediamento su terreni salini.

## Distribuzione e habitat
La specie è diffusa in Namibia e Botswana.